# Bob Sinclar

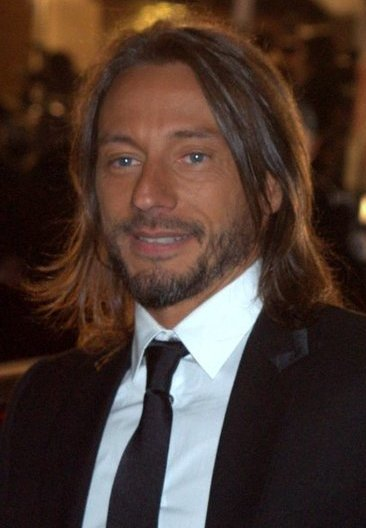
Bob Sinclar bei den NRJ Music Awards 2011

Bob Sinclar (* 10. Mai 1969 in Paris; eigentlich Christophe Le Friant) ist ein französischer Plattenproduzent, DJ, Remixer und Miteigentümer (mit DJ Yellow) des Plattenlabels Yellow Productions.

## Karriere
Sinclar startete seine Karriere als Hip-Hop- und Funk-DJ im Alter von 18 Jahren unter dem Namen Chris the French Kiss. Sein erster großer Erfolg war Gym & Tonic in Zusammenarbeit mit Thomas Bangalter von Daft Punk. Aufsehen erregte das Lied, weil Sinclar widerrechtlich ein Sample mit der Stimme von Jane Fonda hineingemixt hatte. Da Sinclar und Bangalter den Song in England nicht veröffentlichen durften, wurde er kurzerhand von der englischen Formation Spacedust neu aufgenommen und am 24. Oktober 1998 kamen sie mit dieser Nummer auf Platz 1 der britischen Charts. Bob Sinclar ist eine Anspielung auf den Namen Bob Saint-Clar, dem Fantasie-Alter-Ego des Jean-Paul Belmondo-Charakters im Film Le Magnifique von Philippe de Broca.
Bob Sinclar war mit seinen Produktionen lange Zeit bekannt als Vertreter des French-House-Stils. Neuere Produktionen sind eher als Pop zu bezeichnen und bestehen aus einer Mischung aus House und Hip-Hop. Sein Lied Feel for You, eine Hommage an den französischen Musiker Cerrone, aus seinem zweiten Album Champs Elysées, kam in den britischen Singlecharts auf Platz 9.
Unter den Pseudonymen The Mighty Bop und Reminiscence Quartet arbeitet Sinclar auch an Hip-Hop- und Acid-Jazz-Stücken. Außerdem gründete er das Africanism-Projekt, das House-Musik mit Latin, Jazz und Afrikanischer Musik kombiniert. Hier ist vor allem seine Zusammenarbeit mit der brasilianischen Sängerin Salomé de Bahia hervorzuheben, deren gemeinsames Werk Outro Lougar zur Jahrtausendwende ein großer Erfolg war.
2005 wurde Love Generation (feat. Goleo VI und Wailers-Sänger Gary Pine) als offizielles Lied des Maskottchens der Fußball-Weltmeisterschaft 2006 Goleo VI (nicht jedoch, wie häufig fälschlicherweise angenommen, als offizieller WM-Song) veröffentlicht. Zwischen Februar und April 2006 war es mehrfach auf Platz 1 der deutschen Charts. Love Generation wurde so zur meistverkauften Single 2006 in Deutschland.
In den Musikvideos zu seinen Songs Love Generation, World, Hold On sowie Rock This Party setzte Bob Sinclar den Jungen David Beaudoin als Hauptschauspieler ein.
2006 wurde er bei den World Music Awards in London mit dem Preis des derzeit besten Discjockeys der Welt ausgezeichnet.
2010 veröffentlichte Bob Sinclar das Album Made in Jamaica mit Reggaeversionen seiner größten Hits. Das Album wurde komplett auf Jamaika eingespielt und aufgenommen, an den Aufnahmen waren u. a. Sly & Robbie beteiligt. Mit World, Hold On wurde ein Song daraus vorab als MP3 zum kostenlosen Download veröffentlicht.

## Diskografie
Studioalben

| Jahr | Titel Musiklabel                                     | Höchstplatzierung, Gesamtwochen, AuszeichnungChartplatzierungen (Jahr, Titel, Musiklabel, Platzierungen, Wochen, Auszeichnungen, Anmerkungen) | Höchstplatzierung, Gesamtwochen, AuszeichnungChartplatzierungen (Jahr, Titel, Musiklabel, Platzierungen, Wochen, Auszeichnungen, Anmerkungen) | Höchstplatzierung, Gesamtwochen, AuszeichnungChartplatzierungen (Jahr, Titel, Musiklabel, Platzierungen, Wochen, Auszeichnungen, Anmerkungen) | Höchstplatzierung, Gesamtwochen, AuszeichnungChartplatzierungen (Jahr, Titel, Musiklabel, Platzierungen, Wochen, Auszeichnungen, Anmerkungen) | Höchstplatzierung, Gesamtwochen, AuszeichnungChartplatzierungen (Jahr, Titel, Musiklabel, Platzierungen, Wochen, Auszeichnungen, Anmerkungen) | Anmerkungen                                               |
| Jahr | Titel Musiklabel                                     | DE | AT | CH | UK | FR | Anmerkungen                                               |
| ---- | ---------------------------------------------------- | --- | --- | --- | --- | --- | --------------------------------------------------------- |
| 1998 | Paradise                                             | — | — | — | UK88 (1 Wo.)UK | FR27 (5 Wo.)FR | Erstveröffentlichung: 19. Oktober 1998                    |
| 2000 | Champs Elysées                                       | — | — | CH84 (2 Wo.)CH | — | FR28 Silber · (11 Wo.)FR | Erstveröffentlichung: 23. Oktober 2000 Verkäufe: + 50.000 |
| 2002 | III                                                  | — | — | — | — | FR24 (17 Wo.)FR | Erstveröffentlichung: 12. Dezember 2002                   |
| 2004 | Enjoy                                                | — | — | — | — | FR45 (9 Wo.)FR | Erstveröffentlichung: 29. Oktober 2004                    |
| 2005 | In the House                                         | — | — | — | — | FR57 (8 Wo.)FR | Erstveröffentlichung: 29. August 2005                     |
| 2006 | Western Dream Yellow Productions (Balagan Music)     | — | — | CH6 (21 Wo.)CH | — | FR11 ×2Doppelplatin · (68 Wo.)FR | Erstveröffentlichung: 28. August 2006 Verkäufe: + 207.500 |
| 2007 | Soundz of Freedom Yellow Productions (Balagan Music) | — | — | CH22 (17 Wo.)CH | — | FR7 Gold · (66 Wo.)FR | Erstveröffentlichung: 1. Februar 2007 Verkäufe: + 75.000  |
| 2009 | Born in 69 Yellow Productions (Balagan Music)        | — | — | CH50 (6 Wo.)CH | — | FR7 Gold · (22 Wo.)FR | Erstveröffentlichung: 30. Juni 2009 Verkäufe: + 50.000    |
| 2010 | Made in Jamaica Ministry of Sound                    | — | — | — | — | FR103 (6 Wo.)FR | Erstveröffentlichung: 25. Juni 2010                       |
| 2011 | Knights of the Playboy Mansion                       | — | — | — | — | FR156 (2 Wo.)FR | Erstveröffentlichung: 1. April 2011                       |
| 2012 | Disco Crash Yellow Productions (Balagan Music)       | — | — | CH31 (3 Wo.)CH | — | FR19 (11 Wo.)FR | Erstveröffentlichung: 30. März 2012                       |
| 2013 | Paris By Night Yellow Productions (WEPLAY Music)     | — | — | — | — | FR114 (1 Wo.)FR | Erstveröffentlichung: 1. April 2013                       |

## Sonstiges
Bob Sinclar spielte im Musikvideo vom Lied Hello von Martin Solveig und Dragonette im Jahr 2010 eine Partie Tennis gegen Martin Solveig.